# سرود ملی دولت اسلامی افغانستان
سرود ملی دولت اسلامی افغانستان که به نام «قلعه اسلام قلب آسیا» نیز شناخته می‌شود. سرود ملی مجاهدین افغانستان است که در سال ۱۹۱۹ توسط استاد قاسم افغان ساخته شده است. این سرود از سال ۱۹۹۲ تا ۲۰۰۶ به عنوان سرود ملی دولت اسلامی افغانستان بود.

## تاریخچه
در اواخر دهه ۱۹۹۰ میلادی، امارت اسلامی افغانستان تحت حکومت طالبان، کنترل بیشتر افغانستان را از دولت به رسمیت شناخته شده توسط سازمان ملل متحد به دست گرفت و تا اواخر سال ۲۰۰۱ بر بیشتر کشور حکومت کرد. طالبان موسیقی را در سراسر قلمرو تحت کنترل خود، که شامل بیشتر کشور می‌شد، ممنوع اعلام کردند. به این ترتیب، بیشتر افغانستان عملاً در آن زمان بدون سرود ملی باقی ماند، تا اواخر سال ۲۰۰۱ که طالبان سرنگون شدند. این آهنگ توسط دولت انتقالی جدید افغانستان در سال ۲۰۰۲ دوباره معرفی شد؛ این آهنگ تا زمان تأسیس جمهوری اسلامی افغانستان در سال ۲۰۰۴ همچنان به همین شکل باقی ماند و تا سال ۲۰۰۶ توسط دولت مورد استفاده قرار گرفت.

## متن

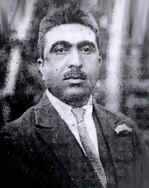
آهنگساز استاد قاسم افغان

| متن شعر دری |
| --- |
| قلعه اسلام قلب آسیا جاویدان آزاد خاک آریا زادگاه قهرمانان بزرگ سنگر رزمنده مردان خدا اللّٰه اکبر اللّٰه اکبر اللّٰه اکبر تیغ ایمانش به میدان جهاد بند استبداد را از هم گسست ملت آزاده افغانستان در جهان زنجیر محکومان شکست اللّٰه اکبر اللّٰه اکبر اللّٰه اکبر هر خط قرآن نظام ما بود پرچم ایمان به بام ما بود هم صدا و هم نوا با هم روان وحدت ملی مرام مابود اللّٰه اکبر اللّٰه اکبر اللّٰه اکبر شاد زی آزاد زی آباد زی ای وطن در نور قانون خدا مشعل آزادگی را بر فراز مردم سر گشته را شو رهنما اللّٰه اکبر اللّٰه اکبر اللّٰه اکبر |

## پیونده به بیرون
- پرونده‌های رسانه‌ای مربوط به National anthems of Afghanistan در ویکی‌انبار
- 1992 to 2006 Afghan national anthem
- 1992 to 2006 Afghan national anthem